# НХЛ у сезоні 2008—2009
НХЛ у сезоні 2008/2009 — 92-й регулярний чемпіонат НХЛ. Сезон стартував 4 жовтня 2008. Закінчився фінальним матчем Кубка Стенлі 12 червня 2009 між Піттсбург Пінгвінс та Детройт Ред Вінгз перемогою «пінгвінів» 2:1 в матчі та 4:3 в серії. Це третя перемога в Кубку Стенлі «Пінгвінс».
Це перший сезон після локауту коли всі клуби зіграли принаймні один матч між собою. У цьому сезоні канадська команда «Монреаль Канадієнс» відзначила своє сторіччя. 
З нового сезону керівництво НХЛ збільшило зарплати на $6,4 мільйонів доларів. Відтепер найнижча сумарна річна заробітна плата команди в лізі становить $ 40,7 мільйонів доларів.

## Драфт НХЛ
46-й драфт НХЛ. У 7-и раундах було обрано 211 хокеїстів. Першим номером драфту став Стівен Стемкос, якого обрав клуб «Тампа-Бей Лайтнінг».

## Європейська прем'єра
29 вересня в Берні відбувся матч за Кубок Вікторії між Нью-Йорк Рейнджерс та Металург (Магнітогорськ), американці перемогли 4:3.
Матчі відкриття сезону пройшли в Празі між Нью-Йорк Рейнджерс і Тампа-Бей Лайтнінг та Стокгольмі між Оттава Сенаторс і Піттсбург Пінгвінс.
Цікавим є також той факт, що всі головні тренери команд, які стартували в Європі впродовж сезону пішли в відставку.

## Зимова класика
1 січня 2009 відбувся черговий матч зимової класики НХЛ на стадіоні Ріґлі Філд в Чикаго між Чикаго Блекгокс та Детройт Ред Вінгз. Перемогу здобули «червоні крила» 6:4.

## Матч усіх зірок НХЛ
57-й матч усіх зірок НХЛ пройшов 25 січня 2009 року в «Белл-центр» (Монреаль): Захід — Схід 11:12 (2:4, 6:4, 3:3, шк 0:1).

## Загальна статистика
Усього в сезоні провели 1315 матчів з них в регулярному чемпіонаті провели 1230 матчів, 85 матчів у плей-оф. Матчі відвідали 23 114 825 млн. глядачів, регулярний чемпіонат переглянули 21 475 223 та 1 639 602 глядачів в плей-оф.

## Цікаві факти та рекорди
- 14 лютого 2009 — захисник Вашингтон Кепіталс Майк Грін, закидав шайби в восьми матчах поспіль та встановив новий рекорд для захисників НХЛ.[1]
- 12 березня 2009 — воротар Нью-Йорк Рейнджерс Генрік Лундквіст став першим воротарем в історії НХЛ, що виграв 30 ігор у кожному з його чотирьох сезонів НХЛ.
- 17 березня 2009 — воротар Нью-Джерсі Девілс Мартен Бродер здобув свою 552-ту перемогу та перевершив Патріка Руа за кількістю перемог.
- 12 червня 2009 — Сідні Кросбі став наймолодшим капітаном в історії НХЛ, що виграв Кубок Стенлі.
- 12 червня 2009 — Євген Малкін став першим російським гравцем в історії НХЛ, щоб виграв Приз Конна Сміта.

## Підсумкові турнірні таблиці

### Східна конференція
| Атлантичний дивізіон    | І  | В  | П  | ПО | ШЗ  | ШП  | О   |
| ----------------------- | -- | -- | -- | -- | --- | --- | --- |
| Нью-Джерсі Девілс (3)   | 82 | 51 | 27 | 4  | 244 | 209 | 106 |
| Піттсбург Пінгвінс (4)  | 82 | 45 | 28 | 9  | 264 | 239 | 99  |
| Філадельфія Флайєрз (5) | 82 | 44 | 27 | 11 | 264 | 238 | 99  |
| Нью-Йорк Рейнджерс (7)  | 82 | 43 | 30 | 9  | 210 | 218 | 95  |
| Нью-Йорк Айлендерс (15) | 82 | 26 | 47 | 9  | 201 | 279 | 61  |

| Північно-східний дивізіон | І  | В  | П  | ПО | ШЗ  | ШП  | О   |
| ------------------------- | -- | -- | -- | -- | --- | --- | --- |
| Бостон Брюїнс (1)         | 82 | 53 | 19 | 10 | 274 | 196 | 116 |
| Монреаль Канадієнс (8)    | 82 | 41 | 30 | 11 | 249 | 247 | 93  |
| Баффало Сейбрс (10)       | 82 | 41 | 32 | 9  | 250 | 234 | 91  |
| Оттава Сенаторс (11)      | 82 | 36 | 35 | 11 | 217 | 237 | 83  |
| Торонто Мейпл Ліфс (12)   | 82 | 34 | 35 | 13 | 250 | 293 | 81  |

| Південно-східний дивізіон | І  | В  | П  | ПО | ШЗ  | ШП  | О   |
| ------------------------- | -- | -- | -- | -- | --- | --- | --- |
| Вашингтон Кепіталс (2)    | 82 | 50 | 24 | 8  | 272 | 245 | 108 |
| Кароліна Гаррікейнс (6)   | 82 | 45 | 30 | 7  | 239 | 226 | 97  |
| Флорида Пантерс (9)       | 82 | 41 | 30 | 11 | 234 | 231 | 93  |
| Атланта Трешерс (13)      | 82 | 35 | 41 | 6  | 257 | 280 | 76  |
| Тампа-Бей Лайтнінг (14)   | 82 | 24 | 40 | 18 | 210 | 279 | 66  |

### Західна конференція
| Центральний дивізіон     | І  | В  | П  | ПО | ШЗ  | ШП  | О   |
| ------------------------ | -- | -- | -- | -- | --- | --- | --- |
| Детройт Ред Вінгз (2)    | 82 | 51 | 21 | 10 | 295 | 244 | 112 |
| Чикаго Блекгокс (4)      | 82 | 46 | 24 | 12 | 264 | 216 | 104 |
| Сент-Луїс Блюз (6)       | 82 | 41 | 31 | 10 | 233 | 233 | 92  |
| Колумбус Блю-Джекетс (7) | 82 | 41 | 31 | 10 | 226 | 230 | 92  |
| Нашвілл Предаторс (10)   | 82 | 40 | 34 | 8  | 223 | 233 | 88  |

| Північно-західний дивізіон | І  | В  | П  | ПО | ШЗ  | ШП  | О   |
| -------------------------- | -- | -- | -- | -- | --- | --- | --- |
| Ванкувер Канакс (3)        | 82 | 45 | 27 | 10 | 246 | 220 | 100 |
| Калгарі Флеймс (5)         | 82 | 46 | 30 | 6  | 254 | 248 | 98  |
| Міннесота Вайлд (9)        | 82 | 40 | 33 | 9  | 219 | 200 | 89  |
| Едмонтон Ойлерз (11)       | 82 | 38 | 35 | 9  | 234 | 248 | 85  |
| Колорадо Аваланч (15)      | 82 | 32 | 45 | 5  | 199 | 257 | 69  |

| Тихоокеанський дивізіон | І  | В  | П  | ПО | ШЗ  | ШП  | О   |
| ----------------------- | -- | -- | -- | -- | --- | --- | --- |
| Сан-Хосе Шаркс (1)      | 82 | 53 | 18 | 11 | 257 | 204 | 117 |
| Анагайм Дакс (8)        | 82 | 42 | 33 | 7  | 245 | 238 | 91  |
| Даллас Старс (12)       | 82 | 36 | 35 | 11 | 230 | 257 | 83  |
| Фінікс Койотс (13)      | 82 | 36 | 39 | 7  | 208 | 252 | 79  |
| Лос-Анджелес Кінгс (14) | 82 | 34 | 37 | 11 | 207 | 234 | 79  |

## Статистика регулярного чемпіонату

### Найкращі бомбардири
| Гравець           | Команда            | І  | Г  | П  | О   | +/- | ШХ  |
| ----------------- | ------------------ | -- | -- | -- | --- | --- | --- |
| Євген Малкін      | Піттсбург Пінгвінс | 82 | 35 | 78 | 113 | +17 | 80  |
| Олександр Овечкін | Вашингтон Кепіталс | 79 | 56 | 54 | 110 | +8  | 72  |
| Сідні Кросбі      | Піттсбург Пінгвінс | 77 | 33 | 70 | 103 | +3  | 76  |
| Павло Дацюк       | Детройт Ред Вінгз  | 81 | 32 | 65 | 97  | +34 | 22  |
| Зак Парізе        | Нью-Джерсі Девілс  | 82 | 45 | 49 | 94  | +30 | 24  |
| Ілля Ковальчук    | Атланта Трешерс    | 79 | 43 | 48 | 91  | −12 | 50  |
| Раєн Гецлаф       | Анагайм Дакс       | 81 | 25 | 66 | 91  | +5  | 121 |
| Джером Ігінла     | Калгарі Флеймс     | 81 | 35 | 54 | 89  | −2  | 37  |
| Марк Савар        | Бостон Брюїнс      | 82 | 25 | 63 | 88  | +25 | 70  |
| Ніклас Бекстрем   | Вашингтон Кепіталс | 82 | 22 | 66 | 88  | +16 | 46  |

Джерело: NHL

### Найкращі воротарі
| Гравець          | Команда              | І  | ЧНЛ      | В  | П  | ПО | ГП  | ША | %ВК  | СП   |
| ---------------- | -------------------- | -- | -------- | -- | -- | -- | --- | -- | ---- | ---- |
| Тім Томас        | Бостон Брюїнс        | 54 | 3,258:49 | 36 | 11 | 7  | 114 | 5  | .933 | 2.10 |
| Стів Мейсон      | Колумбус Блю-Джекетс | 60 | 3,604:58 | 33 | 19 | 7  | 135 | 10 | .917 | 2.25 |
| Ніклас Бекстрем  | Міннесота Вайлд      | 71 | 4,088:03 | 37 | 24 | 8  | 159 | 8  | .923 | 2.33 |
| Йонас Гіллер     | Анагайм Дакс         | 45 | 2,446:26 | 23 | 15 | 1  | 95  | 4  | .920 | 2.33 |
| Роберто Луонго   | Ванкувер Канакс      | 54 | 3,181:05 | 33 | 13 | 7  | 124 | 9  | .920 | 2.34 |
| Пекка Рінне      | Нашвілл Предаторс    | 52 | 2,999:12 | 29 | 15 | 4  | 119 | 7  | .917 | 2.38 |
| Микола Хабібулін | Чикаго Блекгокс      | 41 | 2,407:15 | 24 | 8  | 7  | 96  | 2  | .917 | 2.39 |
| Скотт Клемменсен | Нью-Джерсі Девілс    | 40 | 2,355:56 | 25 | 13 | 1  | 94  | 2  | .917 | 2.39 |
| Мартен Бродер    | Нью-Джерсі Девілс    | 31 | 1,813:35 | 19 | 9  | 3  | 73  | 5  | .916 | 2.41 |
| Кріс Мейсон      | Сент-Луїс Блюз       | 57 | 3,214:54 | 27 | 21 | 7  | 129 | 6  | .916 | 2.41 |

І = матчі; ЧНЛ = часу на льоду (хвилини: секунди); В = перемоги; П = поразки; ПО = поразки в овертаймі; ГП = голів пропушено; ША = шатаути; %ВК = відбитих кидків (у %); СП = Середня кількість пропущених шайб

## Плей-оф
|  | Чвертьфінали конференції | Чвертьфінали конференції              | Чвертьфінали конференції |   |            | Півфінали конференції | Півфінали конференції | Півфінали конференції |                    |                    | Фінали конференції  | Фінали конференції  | Фінали конференції  |  |  | Фінал Кубка Стенлі | Фінал Кубка Стенлі | Фінал Кубка Стенлі |
|  |                          |                                       |                          |   |            |                       |                       |                       |                    |                    |                     |                     |                     |  |  |                    |                    |                    |
|  | 1                        | Бостон                                | 4                        |   |            | 1                     | Бостон                | 3                     |                    |                    |                     |                     |                     |  |  |                    |                    |                    |
|  | 8                        | Монреаль                              | 0                        |   |            | 6                     | Кароліна              | 4                     |                    |                    |                     |                     |                     |  |  |                    |                    |                    |
|  |                          |                                       |                          |   |            |                       |                       |                       |                    |                    |                     |                     |                     |  |  |                    |                    |                    |
|  | 2                        | Вашингтон                             | 4                        |   |            |                       |                       |                       | Східна конференція | Східна конференція | Східна конференція  | Східна конференція  | Східна конференція  |  |  |                    |                    |                    |
|  | 2                        | Вашингтон                             | 4                        |   |            |                       |                       |                       | Східна конференція | Східна конференція | Східна конференція  | Східна конференція  | Східна конференція  |  |  |                    |                    |                    |
|  | 7                        | НЙ Рейнджерс                          | 3                        |   |            |                       |                       |                       |                    |                    |                     |                     |                     |  |  |                    |                    |                    |
|  | 7                        | НЙ Рейнджерс                          | 3                        |   |            |                       |                       |                       |                    | 6                  | Кароліна            | 0                   |                     |  |  |                    |                    |                    |
|  |                          |                                       |                          |   |            |                       |                       |                       |                    | 6                  | Кароліна            | 0                   |                     |  |  |                    |                    |                    |
|  |                          | 4                                     | Піттсбург                | 4 |            |                       |                       |                       |                    |                    |                     |                     |                     |  |  |                    |                    |                    |
|  | 3                        | 4                                     | Піттсбург                | 4 | Нью-Джерсі | 3                     |                       |                       |                    |                    |                     |                     |                     |  |  |                    |                    |                    |
|  | 3                        |                                       |                          |   | Нью-Джерсі | 3                     |                       |                       |                    |                    |                     |                     |                     |  |  |                    |                    |                    |
|  | 6                        | Кароліна                              | 4                        |   |            |                       |                       |                       |                    |                    |                     |                     |                     |  |  |                    |                    |                    |
|  | 6                        | Кароліна                              | 4                        |   |            |                       |                       |                       |                    |                    |                     |                     |                     |  |  |                    |                    |                    |
|  |                          |                                       |                          |   |            |                       |                       |                       |                    |                    |                     |                     |                     |  |  |                    |                    |                    |
|  |                          |                                       |                          |   |            |                       |                       |                       |                    |                    |                     |                     |                     |  |  |                    |                    |                    |
|  | 4                        | Піттсбург                             | 4                        |   | 2          | Вашингтон             | 3                     |                       |                    |                    |                     |                     |                     |  |  |                    |                    |                    |
|  | 4                        | Піттсбург                             | 4                        |   | 2          | Вашингтон             | 3                     |                       |                    |                    |                     |                     |                     |  |  |                    |                    |                    |
|  | 5                        | Філадельфія                           | 2                        |   |            | 4                     | Піттсбург             | 4                     |                    |                    |                     |                     |                     |  |  |                    |                    |                    |
|  | 5                        | Філадельфія                           | 2                        |   |            |                       |                       |                       |                    | E4                 | Піттсбург           | 4                   |                     |  |  |                    |                    |                    |
|  |                          | (Пари пересіяні після першого раунду) |                          |   |            |                       |                       |                       |                    | E4                 | Піттсбург           | 4                   |                     |  |  |                    |                    |                    |
|  |                          | W2                                    | Детройт                  | 3 |            |                       |                       |                       |                    |                    |                     |                     |                     |  |  |                    |                    |                    |
|  | 1                        | W2                                    | Детройт                  | 3 | Сан-Хосе   | 2                     |                       |                       | 2                  | Детройт            | 4                   |                     |                     |  |  |                    |                    |                    |
|  | 1                        |                                       |                          |   | Сан-Хосе   | 2                     |                       |                       | 2                  | Детройт            | 4                   |                     |                     |  |  |                    |                    |                    |
|  | 8                        | Анагайм                               | 4                        |   |            | 8                     | Анагайм               | 3                     |                    |                    |                     |                     |                     |  |  |                    |                    |                    |
|  | 8                        | Анагайм                               | 4                        |   |            | 8                     | Анагайм               | 3                     |                    |                    |                     |                     |                     |  |  |                    |                    |                    |
|  |                          |                                       |                          |   |            |                       |                       |                       |                    |                    |                     |                     |                     |  |  |                    |                    |                    |
|  | 2                        | Детройт                               | 4                        |   |            |                       |                       |                       |                    |                    |                     |                     |                     |  |  |                    |                    |                    |
|  | 2                        | Детройт                               | 4                        |   |            |                       |                       |                       |                    |                    |                     |                     |                     |  |  |                    |                    |                    |
|  | 7                        | Колумбус                              | 0                        |   |            |                       |                       |                       |                    |                    |                     |                     |                     |  |  |                    |                    |                    |
|  | 7                        | Колумбус                              | 0                        |   |            |                       |                       |                       | 2                  | Детройт            | 4                   |                     |                     |  |  |                    |                    |                    |
|  |                          |                                       |                          |   |            |                       |                       |                       | 2                  | Детройт            | 4                   |                     |                     |  |  |                    |                    |                    |
|  |                          | 4                                     | Чикаго                   | 1 |            |                       |                       |                       |                    |                    |                     |                     |                     |  |  |                    |                    |                    |
|  | 3                        | 4                                     | Чикаго                   | 1 | Ванкувер   | 4                     |                       |                       |                    |                    |                     |                     |                     |  |  |                    |                    |                    |
|  | 3                        |                                       |                          |   | Ванкувер   | 4                     |                       |                       |                    |                    |                     |                     |                     |  |  |                    |                    |                    |
|  | 6                        | Сент-Луїс                             | 0                        |   |            |                       |                       |                       |                    |                    | Західна конференція | Західна конференція | Західна конференція |  |  |                    |                    |                    |
|  | 6                        | Сент-Луїс                             | 0                        |   |            |                       |                       |                       |                    |                    | Західна конференція | Західна конференція | Західна конференція |  |  |                    |                    |                    |
|  |                          |                                       |                          |   |            |                       |                       |                       |                    |                    |                     |                     |                     |  |  |                    |                    |                    |
|  | 4                        | Чикаго                                | 4                        |   | 3          | Ванкувер              | 2                     |                       |                    |                    |                     |                     |                     |  |  |                    |                    |                    |
|  | 4                        | Чикаго                                | 4                        |   | 3          | Ванкувер              | 2                     |                       |                    |                    |                     |                     |                     |  |  |                    |                    |                    |
|  | 5                        | Калгарі                               | 2                        |   |            | 4                     | Чикаго                | 4                     |                    |                    |                     |                     |                     |  |  |                    |                    |                    |

## Володарі Кубка Стенлі
| Володарі Кубка Стенлі Піттсбург Пінгвінс | Воротарі: Марк-Андре Флері, Матьє Гарон Захисники: Філіпп Буше, Марк Ітон, Гел Гілл, Алекс Голігоскі, Сергій Гончар, Кріс Летанг, Брукс Орпік, Роб Скудері Нападники: Крейг Адамс, Метт Кук, Сідні Кросбі (С), Паскаль Дюпюї, Руслан Федотенко, Ерік Годар, Білл Герін, Білл Герін, Кріс Кунітц, Євген Малкін, Мірослав Шатан, Джордан Стаал, Петр Сикора, Максим Тальбо, Майкл Зіґоманіс Головний тренер: Ден Байлсма Генеральний менеджер: Рей Шеро |

## Призи та нагороди сезону
| Нагороди                     | Гравець                                    | Команда              |
| ---------------------------- | ------------------------------------------ | -------------------- |
| Пам'ятний трофей Колдера     | Стів Мейсон                                | Колумбус Блю-Джекетс |
| Нагорода Теда Ліндсея        | Олександр Овечкін                          | Вашингтон Кепіталс   |
| Трофей Арта Росса            | Євген Малкін                               | Піттсбург Пінгвінс   |
| Пам'ятний трофей Гарта       | Олександр Овечкін                          | Вашингтон Кепіталс   |
| Трофей Конна Смайта          | Євген Малкін                               | Піттсбург Пінгвінс   |
| Приз Білла Мастерсона        | Стів Салліван                              | Нашвілл Предаторс    |
| Приз Франка Селке            | Павло Дацюк                                | Детройт Ред Вінгз    |
| Нагорода Джека Адамса        | Клод Жульєн                                | Бостон Брюїнс        |
| Приз Джеймса Норріса         | Здено Хара                                 | Бостон Брюїнс        |
| Приз Кінга Кленсі            | Етан Моро                                  | Едмонтон Ойлерс      |
| Приз Леді Бінг               | Павло Дацюк                                | Детройт Ред Вінгз    |
| Трофей Лестера Патріка       | Марк Мессьє, Майк Ріхтер та Джим Девеллано |                      |
| Трофей Моріса Рішара         | Олександр Овечкін                          | Вашингтон Кепіталс   |
| Трофей Везини                | Тім Томас                                  | Бостон Брюїнс        |
| Трофей Вільяма М. Дженнінгса | Тім Томас Менні Фернандес                  | Бостон Брюїнс        |
| Нагорода Роджера Кроз'єра    | Тім Томас                                  | Бостон Брюїнс        |
| Нагорода Плюс-Мінус          | Давід Крейчі                               | Бостон Брюїнс        |

| Нагорода                  | Клуб               |
| ------------------------- | ------------------ |
| Приз Кларенса С. Кемпбела | Детройт Ред Вінгз  |
| Приз принца Уельського    | Піттсбург Пінгвінс |
| Кубок Президента          | Сан-Хосе Шаркс     |
| Кубок Стенлі              | Піттсбург Пінгвінс |

## Команда всіх зірок
Перша команда всіх зірок
- Нападники: Олександр Овечкін • Євген Малкін • Джером Ігінла
- Захисники: Майк Грін • Здено Хара
- Воротар: Тім Томас

Друга команда всіх зірок
- Нападники: Зак Парізе • Павло Дацюк • Маріан Госса
- Захисники: Ніклас Лідстрем • Ден Бойл
- Воротар: Стів Мейсон

Молодіжна команда всіх зірок
- Нападники: Патрік Берглунд • Кріс Верстіг • Боббі Раєн
- Захисники: Дрю Дауті • Люк Шенн
- Воротар: Стів Мейсон

## Дебютанти сезону
- Стів Мейсон, Колумбус Блю-Джекетс
- Стівен Стемкос, Тампа-Бей Лайтнінг
- Алекс П'єтранджело, Сент-Луїс Блюз
- Метт Гендрікс, Колорадо Аваланч
- Дрю Дауті, Лос-Анджелес Кінгс
- Ті-Джей Оші, Сент-Луїс Блюз

## Завершили кар'єру
Список гравців, що завершили ігрову кар'єру в НХЛ.
| Гравець           | Клуб                 | Коментар |
| ----------------- | -------------------- | --- |
| Радек Бонк        | Нашвілл Предаторс    | Учасник двох матчів усіх зірок НХЛ. |
| Філіпп Буше       | Піттсбург Пінгвінс   | Володар Кубка Стенлі в складі «Піттсбург Пінгвінс». |
| Патріс Брізбуа    | Монреаль Канадієнс   | Володар Кубка Стенлі в складі «Канадієнс»; провів понад 1000 матчів. |
| Бойд Деверо       | Торонто Мейпл Ліфс   | Володар Кубка Стенлі в складі «Детройт Ред Вінгз». |
| Грег де Вріс      | Нашвілл Предаторс    | Володар Кубка Стенлі в складі «Колорадо Аваланч». |
| Аарон Дауні       | Детройт Ред Вінгз    | Володар Кубка Стенлі в складі «Детройт Ред Вінгз». |
| Сергій Федоров    | Вашингтон Кепіталс   | Володар 3-х Кубків Стенлі в складі Детройт Ред Вінгз; володар пам'ятного трофею Гарта; володар Нагороди Теда Ліндсея; 2-разовий володар Приза Франка Селке; володар Трофею Харламова; учасник 6-и матчів усіх зірок НХЛ; провів понад 1200 матчів.  |
| Бред Гедікен      | Анагайм Дакс         | Володар Кубка Стенлі в складі «Кароліна Гаррікейнс»; провів понад 1000 матчів. |
| Ден Гайноут       | Сент-Луїс Блюз       | Володар Кубка Стенлі в складі «Колорадо Аваланч». |
| Боббі Голик       | Нью-Джерсі Девілс    | Володар 2-х Кубків Стенлі в складі «Нью-Джерсі Девілс»; учасник двох матчів усіх зірок НХЛ; провів понад 1300 матчів. |
| Кертіс Джозеф     | Торонто Мейпл Ліфс   | Приз Кінга Кленсі; учасник трьох матчів усіх зірок НХЛ. |
| Франтішек Каберле | Кароліна Гаррікейнс  | Володар Кубка Стенлі в складі «Кароліна Гаррікейнс»; бронзовий призер Олімпійських ігор. |
| Олаф Кельціг      | Тампа-Бей Лайтнінг   | Приз Кінга Кленсі; Трофей Везини; учасник двох матчів усіх зірок НХЛ. |
| Клод Лем'є        | Сан-Хосе Шаркс       | Володар 4-х Кубків Стенлі в складі «Канадієнс», «Девілс» та «Аваланч»; Приз Конна Сміта; провів понад 1200 матчів. |
| Даррен Маккарті   | Детройт Ред Вінгз    | Володар 4-х Кубків Стенлі в складі «Ред Вінгз», приз НХЛ за благодійсність. |
| Маркус Неслунд    | Нью-Йорк Рейнджерс   | Нагорода Теда Ліндсея; учасник 5-и матчів усіх зірок НХЛ; провів понад 1100 матчів. |
| Теппо Нуммінен    | Баффало Сейбрс       | провів понад 1300 матчів. |
| Майкл Пека        | Колумбус Блю-Джекетс | Чемпіон Олімпійських ігор; 2-разовий володар Приза Франка Селке. |
| Люк Річардсон     | Оттава Сенаторс      | Провів понад 1400 матчів. |
| Гері Робертс      | Тампа-Бей Лайтнінг   | Володар Кубка Стенлі в складі Калгарі Флеймс; Приз Білла Мастерсона; учасник двох матчів усіх зірок НХЛ; провів понад 1200 матчів. |
| Джеремі Ренік     | Сан-Хосе Шаркс       | учасник 9-и матчів усіх зірок НХЛ; провів понад 1300 матчів. |
| Джо Сакік         | Колорадо Аваланч     | Володар 2-х Кубків Стенлі в складі «Аваланч»; чемпіон Олімпійських ігор; Приз Конна Сміта; Пам'ятний трофей Гарта; Приз Леді Бінг; Нагорода Теда Ліндсея; приз НХЛ за благодійсність; учасник 13-и матчів усіх зірок НХЛ; провів понад 1300 матчів. |
| Брендан Шенаген   | Нью-Джерсі Девілс    | Володар 4-х Кубків Стенлі в складі «Детройт Ред Вінгз»; чемпіон Олімпійських ігор; Приз Кінга Кленсі; учасник 8-и матчів усіх зірок НХЛ; провів понад 1500 матчів.                                                                                  |
| Майк Сіллінджер   | Нью-Йорк Айлендерс   | провів понад 1000 матчів. |
| Джейсон Сміт      | Оттава Сенаторс      | провів понад 1000 матчів. |
| Матс Сундін       | Ванкувер Канакс      | Олімпійський чемпіон; приз Марка Мессьє; Вікінг Еворд; учасник 9-и матчів усіх зірок НХЛ; провів понад 1300 матчів. |
| Сергій Зубов      | Даллас Старс         | Володар 2-х Кубків Стенлі в складі Нью-Йорк Рейнджерс і Старс; Олімпійський чемпіон; учасник 4-х матчів усіх зірок НХЛ; провів понад 1000 матчів.                                                                                                   |
| Лендон Вілсон     | Даллас Старс         | |